# کوپ (گروه موسیقی)
کوپ (به انگلیسی: Koop) یک گروه الکترونیک جَز ۲نفرهٔ سوئدی است. اعضای گروه را مَنْگِس زینگمارک و اُسکار سیمنسون تشکیل می‌دهند. آن‌ها در سال ۲۰۰۳ برندهٔ جایزهٔ گِرَمی-مربوط به کشور سوئد- شده‌اند و آلبوم سال ۲۰۰۶شان با نام Koop Islands گواهی‌نامهٔ طلا دریافت کرده‌است.
اولین آلبوم آن‌ها با نام Sons of Koop که در سال ۱۹۹۷ منتشر شد سرآغاز حرکتی جدید در موسیقی جَز کشور سوئد شد و به همکاری‌های بعدی آن‌ها با گروه‌های مطرح فیوژن جَز اروپایی مانند جَزانُوا و کرودر اند دارف‌میستر منجر شد. ترانهٔ «Strange Love» از آلبوم ۲۰۰۲ گروه با نام Waltz for Koop از آثار برجستهٔ گروه به‌شمار می‌آید. این ترانه در یکی از آگهی‌های تبلیغاتی نوشابه کوکاکولا هم استفاده شده‌است.

## آلبوم‌ها
| نام آلبوم         | سال انتشار |
| ----------------- | ---------- |
| ۱. Sons of Koop   | ۱۹۹۷       |
| ۲. Waltz for Koop | ۲۰۰۲       |
| ۳. Koop Islands   | ۲۰۰۶       |